# ヒッパソス

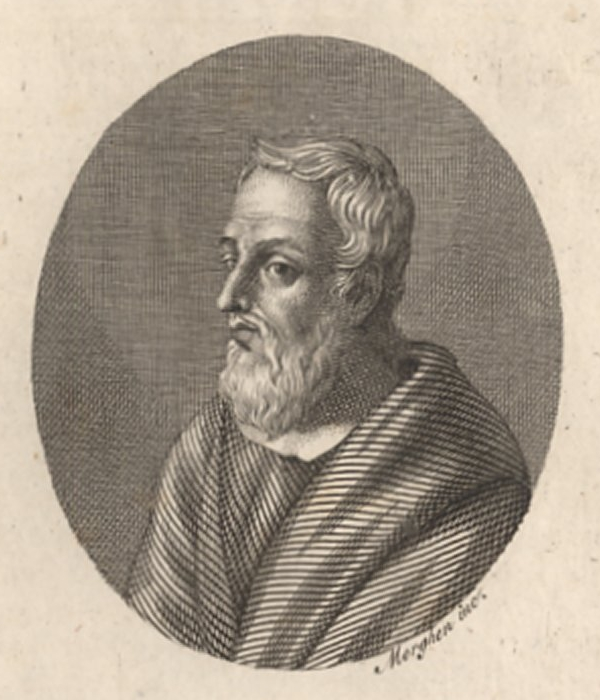
ヒッパソス

メタポンティオンのヒッパソス（ギリシア語: Ἵππασος ὁ Μεταποντῖνος, 英語: Hippasus）は、紀元前500年頃、マグナ・グラエキアに住んだとされる古代ギリシャの数学の研究者。無理数を最初に発見した人物であるという伝承が残っている。
彼については、ピタゴラス教団について述べた古い記録の中に、断片的な記述が残るのみである。また記述の内容も食い違っているため、彼の事績については曖昧なことが多い。しかし各史料に共通している点では、彼は古代ギリシャ時代において随一の数学の研究機関だったピタゴラス教団のメンバーであった。そして教団の教義に反する、禁断の無理数の研究に手を出したため、教団の粛清にあって殺された。
ピタゴラスは、宇宙の万物は数から成り立つこと、そして宇宙を構成する数は、調和した比を保っていると信じていた。ある資料では、ヒッパソスは正方形の研究をしているうち、その辺と対角線の長さの比は整数でも分数でも表せない未知の数、すなわち無理数であることを発見した。ピタゴラスと教団は、整数でも分数でも表せない奇怪な数が存在するという、教義の反証であるこの発見に動揺し、不都合な事実を隠すため、発見者のヒッパソスを処刑したという。
またある記述では、ヒッパソス自身は無理数の発見者ではなく、教団が無理数の存在する事実を隠蔽すると決めたときこの決定に反発し、あくまで事実を外部に伝えようとしたために粛清されたとも伝わる。
ピタゴラス教団は、規律違反者は海に突き落として処刑する掟だった。ヒッパソスは教団によって縛り上げられ、船上からイオニア海に突き落とされ、現在でもそこに眠っているという。